# Rolle
|  | Per a altres significats, vegeu «Districte de Rolle». |

Rolle és una vila de Suïssa, al cantó de Vaud i al districte de Nyon que al segle xiii fou capital d'una senyoria, feu del comte de Savoia. El 1291 va ser infeudada a Aimon de Salleneuve i el 1295 a Joan de Grailly. Els senyors de Grailly la van posseir fins al 25 de setembre de 1455 quan fou adquirida per Amadeus de Viry. El 2 de maig de 1528 va ser comprada pel duc de Savoia però la va vendre a Carles de Beaufort que, acuitat per deutes, la va cedir a Jean de Steiger, tresorer del País de Vaud. Per herència va passar a mans de Charles-Rodolphe Kirchberger, el 1765. El 1799, perduts els drets senyorials, aquest va vendre tots els seus béns privats i la mateixa comuna els va comprar.